# 戈德斯坦拉比会堂
戈德斯坦拉比会堂（英语：Rabbi Dr. I. Goldstein Synagogue）是以色列希伯来大学吉瓦特拉姆萨弗拉校园内的一座犹太会堂，得名于一位美国出生的以色列拉比、作家和犹太复国主义领袖以色列·戈德斯坦拉比。它是由两位以色列建筑师-德国出生的海因兹·劳和巴西出生的大卫·雷斯尼克所设计，被列为"以色列最美丽的十座犹太会堂" 之一以及“毫无疑问，是当地建筑的一个地标。”
1964年, 该犹太会堂的设计获得以色列建筑师协会授予的Rechter 奖。

## 设计
这座犹太会堂高12.25 英尺，外形为 "混凝土半球" 和八个拱门。会堂内部没有窗户，光线从四面的下方进入。半球形的敬拜空间里能够容纳100位信徒。男性和女性信徒的座位分开，位于同一层，之间用木质屏风隔开。
一篇名为《世界上25座美丽的犹太会堂》的文章描述了这座犹太会堂具有蘑菇的形状，意味着看起来非常有机、自然。

## 奉献
戈德斯坦拉比会堂的奉献仪式在1957年8月7日举行 参加典礼的来宾包括以色列总统伊扎克·本-兹维.。本-兹维和其他以色列官员都称赞戈德斯坦拉比是一个富于精神和行动力的人，把毕生献给了犹太人民。作为典礼的一部分，希伯来大学名誉教授约瑟夫·克劳斯纳打开了律法柜。

## 崇拜
这里的校园宗教活动由希勒尔：犹太校园生活基金会组织。由于会堂位置远离校园中心，并无定期举行的崇拜仪式。如果举行仪式，是在早晨6:45以及晚上放学之后。

## 邮票
1975年，戈德斯坦拉比会堂出现在一套主题为"以色列的建筑"的以色列邮票中。 